# Wullschlaegelia
Wullschlaegelia – rodzaj bezlistnych i naziemnych roślin z rodziny storczykowatych (Orchidaceae). Rodzaj jest jedynym zaliczanym do plemienia Wullschlaegelieae. Korzenie wrzecionowate lub nitkowate. Łodyga wyprostowana, kwiatostany wydłużone. Białe rozpostarte kwiaty. Warżka wydłużona i prostokątna, rozszerzona przy wierzchołku. Słupek wyprostowany i jajowaty. Rośliny posiadają dwie pyłkowiny. 
Rośliny z tego rodzaju występują na obszarze od Ameryki Centralnej, przez Karaiby po tropikalne obszary Południowej. Występują w południowym Meksyku, Brazylii, na Kubie, Dominikanie, Jamajce, Trynidadzie i Tobago, w Portoryko, Gwatemali, Hondurasie, Panamie, Gujanie, Gujanie Francuskiej, Surinamie, Wenezueli, Paragwaju, północno-wschodniej Argentynie, Ekwadorze, Kolumbii oraz Peru. 

## Systematyka
Rodzaj sklasyfikowany do plemienia Wullschlaegelieae, podrodzina epidendronowe (Epidendroideae), rodzina storczykowate (Orchidaceae), rząd szparagowce (Asparagales) w obrębie roślin jednoliściennych.
Wykaz gatunków
- Wullschlaegelia aphylla (Sw.) Rchb.f.
- Wullschlaegelia calcarata Benth.